# Robin Markström
Robin Markström (* 8. August 1990) ist ein Unihockeyspieler, welcher beim Allsvenskan-Verein Visby IBK unter Vertrag steht.

## Karriere
Markström begann seine Karriere beim Stockholms IBF und spielte dort bis 2006. Anschliessend wechselte er für ein Jahr zu Järfälla IBK, wo er zudem auch erstmals in der Svenska Superligan eingesetzt wurde.
Nach einem Jahr wechselte Markström zu Hässelby SK IBK, wo er im Nachwuchs und in seiner zweiten Saison auch für den Verein in der ersten Mannschaft eingesetzt wurde. Er spielte einen Grossteil der Saison in der ersten Mannschaft.
Nach drei Jahren beim Verein aus Stockholm verliess er Hässelby SK IBK in Richtung Duvbo IK. Mit Duvbo IK stieg er 2011 in die Allsvenskan auf. Nach zwei Jahren in der zweithöchsten Spielklasse verliess er 2013 den Verein.
Im Frühjahr 2013 unterzeichnete er einen Vertrag beim SSL-Verein Caperiotäby FC. Nach dem Abstieg von Caperiotäby in die Allsvenskan verliess der Offensivverteidiger den Verein.
Im April 2014 verkündete der Schweizer Nationalliga-A-Verein UHC Grünenmatt den Transfer des Schweden. Er unterschrieb einen Einjahresvertrag für den Verein aus Sumiswald, welcher nach Ablauf um eine weitere Saison verlängert wurde. In seiner zweiten Saison brach sich Markström vor Weihnachten das Schlüsselbein bei einem Zweikampf.
2016 gab der Nationalliga-B-Verein Ad Astra Sarnen den Transfer des Schwedischen Offensivverteidigers. Er unterschrieb einen Einjahresvertrag bei den Obwaldnern. Markström gab bei seiner Präsentation bekannt, dass es sein Ziel sei Astra Sarnen näher an die NLA zu führen. Im Frühjahr 2019 stieg er mit Ad Astra Sarnen nach zwei Anläufen schlussendlich  in die Nationalliga A auf. Nach sieben Saisons in der Schweiz, deren fünf bei Ad Astra Sarnen wurde der Vertrag mit dem Routinier nicht mehr verlängert.
Nach seiner Rückkehr nach Schweden schloss sich Markström dem Allsvenskan Verein Visby IBK an.